# Chomýž (Krnov)
Chomýž (německy Komeise, dříve Comeise, polsky Chomiż) je vesnice patřící k místní části Krásné Loučky města Krnova v okrese Bruntál na řece Opavici. Podle Ottovy encyklopedie se osada „správně“ nazývá Pomezí.

## Název
Původ pojmenování vesnice se zatím nepodařilo objasnit. Německé jméno pochází z českého (nepochopením německého jména bylo české v 19. století uváděno v podobě Pomezí).

## Historie
V roce 1742 byla vesnice rozdělena mezi Rakousko a Prusko. Rakouská část je dnes v Česku. Pruská část je dnes sołectwo (ves) Chomiąża v gmině Hlubčice v Polsku.
V letech 1869–1890 obec v okrese Krnov, v letech 1900–1910 pod názvem Komeise obec v okrese Krnov, v letech 1921–1950 osada obce Krnov v okrese Krnov, od 1. 1. 1979 se jako část obce neuvádí. Do 31. prosince 1978 měl Chomýž status části obce města Krnova.
Nad českou vesnicí měla Sovětská armáda do roku 1991 tankovou a pěchotní střelnici.

## Vývoj počtu obyvatel a počtu domů
| Rok            | 1850 | 1869 | 1880 | 1890 | 1900 | 1910 | 1921 | 1930 | 1950 | 1961 | 1970 |
| -------------- | ---- | ---- | ---- | ---- | ---- | ---- | ---- | ---- | ---- | ---- | ---- |
| Počet obyvatel | 470  | 427  | 494  | 585  | 582  | 757  | 845  | 792  | 543  | 522  | 458  |
| Počet domů     |      | 64   | 68   | 70   | 95   | 121  | 131  | 144  | 133  |      | 118  |

## Památky
- hřbitovní kaple Panny Marie

## Příroda
Osada má nadmořskou výšku 330 m n. m. a nachází se v zemědělské výrobní podoblasti bramborářské 1. Vesnicí protéká potok Hůrka (též Chomýžka), na němž se nachází rybníky Chomýž I (zvaný též Rusák) a Chomýž II. Pod rybníkem Rusák/Chomýž I se nachází cvičiště pro psy. Areál bývalé tankové a pěchotní střelnice v Chomýži má území značně poničené provozem vojenské techniky a v hojném počtu se na něm vyskytuje náletová zeleň. Přibližně dvacet procent rozlohy bývalého vojenského cvičiště zabírá ochranářsky významná lokalita Významný krajinný prvek (VKP) střelnice Krásné Loučky (občas zvaná též Chomýž – střelnice). Roste zde například prvosenka jarní, kosatec sibiřský a další vzácné druhy ohrožených rostlin. K botanicky nejcennějším pak patří hvozdík, mečík, oman, blatěnka vodní, prstnatec májový pravý či další druh orchideje vstavač mužský. Z chráněných živočichů se na území bývalého tankodromu a střelnice u Chomýže vyskytuje např. populace čolka velkého a jedna z nejbohatších populací kriticky ohrožené žáby kuňky žlutobřiché v okrese Bruntál.

## Sport
V Krnově-Chomýži se každoročně konají česko-polské Slezské hry spojené s charitativními akcemi. Mezi Chomýžem a Krásnými Loučkami je ve vsi Kobylí golfové hřiště Vlčí mokřad.

## Zájmové spolky
Působí zde Základní organizace ČZS Krnov-Chomýž, Základní kynologická organizace ČKS Krnov-Chomýž, Základní organizace ČSCH zvířectva Krnov-Chomýž, Golfový klub Jana Jiřího Krnovského nebo fotbalový klub TJ Sokol Chomýž.

## Doprava
Vesnicí prochází silnice I/57 a železniční trať Šumperk–Krnov, ale železniční zastávka není v provozu. Ve vesnici se na ulici Okružní nachází silniční hraniční přechod ("místo k překračování hranice") do Polska Chomýž - Chomiąża pro vozidla do 4 tun.